# Саламандра Ешшольца
Саламандра Ешшольца (Ensatina eschscholtzii) — єдиний вид земноводних роду Тихоокеанська саламандра родини Безлегеневі саламандри. Має 7 підвидів.

## Опис
Загальна довжина досягає 14,5 см. Голова невелика, товста. Морда коротка, дещо закруглена. Очі трохи підняті догори. Тулуб стрункий, кремезний. З боків бувають зморшки, або невеличкі складки шкіри. Кінцівки невеликі, можуть бути тонкими, з 4 пальцями. Хвіст доволі довгий, звужується на кінці.
Забарвлення коливається від коричневого до червонувато-коричневого кольору і світлими плямами на спині, у деяких підвидів вони переходять на хвіст або голову. Ці плями у різних підвидів можуть мати неоднаковий розмір.

## Спосіб життя
Полюбляє лісові, скелясті, гірські місцини. Зустрічається на висоті до 2833 м над рівнем моря. Ховається у лісовій підстилці або під камінням. Активна вночі. Живиться різними комахами та членистоногими.
Розмноження у сезон дощів — відбувається з вересня по квітень. Самиця відкладає від 3 до 25 яєць під колодою, корою, залишених норах тварин.

## Розповсюдження
Мешкає від Британської Колумбії (Канада) через штати Вашингтон, Орегон, Каліфорнія (США) до Бахи-Каліфорнії (Мексика).

## Підвиди
- Ensatina eschscholtzii croceater
- Ensatina eschscholtzii eschscholtzii
- Ensatina eschscholtzii klauberi
- Ensatina eschscholtzii oregonensis
- Ensatina eschscholtzii picta
- Ensatina eschscholtzii platensis
- Ensatina eschscholtzii xanthoptica